# Josef Eisenmann
Josef Eisenmann (* 9. Juli 1928 in München; † 29. Januar 2015) war ein deutscher Bauingenieur.

## Biografie
Eisenmann studierte von 1948 bis 1952 Bauingenieurwesen an der TH München und absolvierte ab 1953 eine Referendarausbildung bei der Deutschen Bundesbahn mit dem Abschluss 1956 (Große Staatsprüfung). Danach war er im Bundesbahnbetriebsamt in Wiesbaden. Von 1957 bis zur Promotion 1959 war er Assistent am Lehrstuhl für Eisenbahn- und Straßenbau der TH München. Ab 1959 war er im Bundesbahn-Zentralamt in München, das ihn aber zeitweise an die TH München abstellte. 1965 wurde er Konservator und Privatdozent an der TH München und 1969 ordentlicher Professor am Lehrstuhl für Bau von Landverkehrswegen und Direktor des Prüfungsamts von Landverkehrswegen in München-Pasing. 1972 war er Prodekan und 1996 wurde er emeritiert.
Er befasste sich mit der Entwicklung der festen Fahrbahn für den Hochgeschwindigkeitsverkehr auf Schienen. Außerdem untersuchte er die Spurrinnenbildung in Asphalt, Betonfahrbahnen, Körperschall aus Schienenverkehr (Messung, Dämmung).

## Ehrungen
- 1984 Otto-Graf-Preis der Forschungsgesellschaft für Straßen- und Verkehrswesen
- 1988 Verdienstkreuz 1. Klasse des Verdienstordens der Bundesrepublik Deutschland
- 1995 Webb Prize der Institution of Civil Engineers
- 1998 Leo-von-Klenze-Medaille der Obersten Baubehörde in Bayern
- 1999 Bayerischer Verdienstorden
- 2001 Ehrenmitglied der International Society for Concrete Pavements

## Schriften
- mit Günther Leykauf: Betonfahrbahnen. 1979, 2. Auflage, Ernst und Sohn, 2003.